# Хусейн Ала
Хусейн Ала слу́шайтео файле(перс. حسین علاء‎; 13 декабря 1882 — 13 июля 1964) — иранский дипломат и государственный деятель, премьер-министр Ирана с 12 марта по 30 апреля 1951 года.

## Биография
Родился в семье Мирза Мухаммед Али-хан Ала ус-Салтане, одного из самых богатых людей в Иране, занимавшего должности везири-азама (премьер-министр) Ирана. Он учился в Лондоне.
До утверждения на пост министра иностранных дел работал послом Ирана в Великобритании и США, советником министра иностранных дел Ирана. В 1943 году был назначен на должность министра иностранных дел Ирана. 2 марта 1945 года был смещён со своего поста шахом Ирана.
В октябре 1949 года около 20 оппозиционно настроенных иранских общественных деятелей (адвокатов, журналистов, шиитских лидеров) сели в «бест» в шахском дворце и объявили голодовку. Причиной беста стал протест против фальсификации выборов в меджлис. Возглавлял сидящих в «бесте» доктор Мохаммед Мосаддык, отошедший от активной политической деятельности после прихода к власти Реза-шаха. Оппозиционеры добились аннулирования результатов выборов и составили ядро Национального фронта Ирана (НФИ). Он не был задуман как коалиция каких-либо партий, хотя в зависимости от ситуации пользовался поддержкой тех или иных оппозиционных сил. На повторных выборах в феврале 1950 года НФИ провёл в меджлис восемь своих представителей, которые стали использовать трибуну нижней палаты парламента для пропаганды идей либерально-демократических преобразований и требований ограничения монархической власти. Призывы лидеров НФИ к борьбе за экономический суверенитет страны привели ко взрыву народных выступлений с требованием прекратить деятельность бесцеремонно хозяйничавшей в Иране АИНК. 7 марта 1951 года активный сторонник такого решения — премьер-министр страны генерал Али Размара — был убит у входа в мечеть активистом «Федаян-е ислам». Через четыре дня главой правительства был назначен бывший посол Ирана в США Хусейн Ала. Под давлением антизападных выступлений 15 марта 1951 года меджлис принял закон о национализации АИНК.
11 октября 1955 года премьер-министр Хусейн Ала заявил о желании Ирана вступить в Багдадский пакт. Закон о присоединении Ирана к пакту был принят меджлисом и сенатом и 23 октября утверждён шахиншахом. Накануне поездки Хусейна Ала в Багдад для участия в учредительной сессии пакта, на него 16 ноября 1955 года было совершено неудачное покушение членами «Федаяне ислам».
Хусейн Ала умер в 1964 году в Тегеране.